# Boppeus fairmairei
Boppeus fairmairei är en skalbaggsart som först beskrevs av Boppe 1921.  Boppeus fairmairei ingår i släktet Boppeus och familjen långhorningar.
Artens utbredningsområde är Madagaskar. Inga underarter finns listade.